# Twin Twin
A Twin Twin egy francia fiúegyüttes, akik Franciaországot képviselték a 2014-es Eurovíziós Dalfesztiválon, a dán fővárosban, Koppenhágában. Versenydaluk a Moustache volt.

## Karrier

### 2014-es Eurovíziós Dalfesztivál
2014. március 2-án megnyerték a 3 fős francia nemzeti döntőt, az így a 2014-es Eurovíziós Dalfesztiválon, Koppenhágában ők képviselhették hazájukat.
2014. május 10-én, a dalfesztivál döntőjében tizennegyedikként léptek fel. A versenyt az utolsó helyen zárták mindössze 2 ponttal. Ez volt ez első alkalom, hogy Franciaország versenyzője az utolsó helyen végzett a dalfesztiválok történelmében.

## Diszkográfia

### Albumok
| Év   | Cím         | Részletek                                                    | Legmagasabb helyezés |
| Év   | Cím         | Részletek                                                    | FRA                  |
| ---- | ----------- | ------------------------------------------------------------ | -------------------- |
| 2011 | By My Side  | - Megjelent: 2011. november 25. - Kiadó: Warner Music France | —                    |
| 2013 | Vive la vie | - Megjelent: 2013. április 7. - Kiadó: Warner Music France   | —                    |

### Kislemezek
| Év   | Cím                         | Legmagasabb helyezés | Album       |
| Év   | Cím                         | FRA                  | Album       |
| ---- | --------------------------- | -------------------- | ----------- |
| 2011 | "By My Side"                | —                    | Vive la vie |
| 2012 | "Comme Toi" (feat. Lexicon) | —                    | Vive la vie |
| 2012 | "Moi Même"                  | —                    | Vive la vie |
| 2014 | "Moustache"                 | —                    | —           |

## Külső hivatkozások
- A Twin Twin együttes weboldala